# Double Dutchess
Double Dutchess es el segundo álbum de estudio como solista de la cantante estadounidense Fergie. El primer sencillo del álbum, titulado M.I.L.F. $ fue publicado el 1 de julio de 2016 por Interscope Records. El video musical del sencillo homónimo fue dirigido por Colin Tilley y en él aparecen diferentes celebridades del mundo del espectáculo como Ciara y Kim Kardashian. 
El 25 de agosto de 2017 se anunció el pre-save del álbum, que finalmente se publicó el 22 de septiembre de ese mismo año.

## Antecedentes
Después de concluir dos giras mundiales con The Black Eyed Peas por el lanzamiento de los discos The E.N.D. (2009) y The Beginning (2010), Fergie anunció una separación temporal del grupo, para concentrarse en su carrera como solista desde el 2011. Su intención era preparar un segundo álbum de estudio en solitario, una continuación del disco de 2006 The Dutchess, que había ya comenzado a escribir. En junio de 2013 se publicó A Little Party Never Killed Nobody (All We Got)", una canción en colaboración con los raperos Q-Tip y GoonRock que se incluyó en la banda sonora de la película de Baz Luhrmann, El Gran Gatsby.
Aprovechando el anuncio del nacimiento de su hijo con su pareja, Josh Duhamel, se reveló que la cantante estaba en las etapas iniciales de la grabación de una nueva canción. Su compañero de The Black Eyed Peas y colaborador de su carrera solista, Will.i.am, se encargaría de la producción para publicar la canción a principios de 2015.

## Producción
Fergie planteó la producción del álbum de manera que mantuviese el control creativo sobre él, coproduciendo 12 de los 13 temas y participando en la escritura de todos ellos. La primera canción grabada fue L.A. Love (La La), producida por DJ Mustard, con influencias hip-hop y pop que recuerdan al estilo de su primer disco. El sencillo fue publicado el 30 de septiembre de 2014, con éxito moderado y críticas mixtas. El siguiente tema fue Mike Will Made It con las colaboraciones de RoccStar y Philip "Hardwork". Sobre el sonido del disco, RoccStar afirmó que era una mezcla de The Dutchess con Rihanna, a la vanguardia del estilo musical contemporáneo. Por su parte, el cantante Charlie Puth reveló que trabajaba con Fergie en una canción que definió como el My Humps de 2015 pero que no llegaría a publicarse. A pesar del compromiso de la cantante, Fergie anunció en junio de 2015 que aún estaba dando los últimos retoques al álbum y que se había mudado de su propia casa para hacerlo sin ninguna interrupción. Parte de la grabación se realizó en Morning View Studio, donde nueve años antes también se grabó The Dutchess.
A principios de 2016 se filtra parte del material del nuevo álbum y el marido de la cantante en una entrevista deja escapar que el título del álbum sería Double Dutchess y que el lanzamiento sería posiblemente en marzo de ese mismo año. En ese momento, debido a la frustración de sus seguidores por la espera, la cantante anuncia hacer un video por cada canción para compensar los retrasos. Fergie reveló que había viajado a París y Londres para la preparación del arte gráfico del álbum y que había rodado material para varios videos que coincidirían con el lanzamiento. Uno de los directores de estos videos sería Ben Mor, que previamente había trabajado con la cantante en los videos musicales de las canciones I Gotta Feeling y Don't Stop the Party.
Fergie interpretó las canciones You Already Know y Love is Pain por primera vez durante su actuación en Rock in Rio Lisboa el 20 de mayo de 2016. También utilizó contenido de Just Like You y Hungry en el concierto y subió un fragmento de su actuación en su cuenta de la red social Instagram ese mismo día. Teasers de la canción Hungry se publicaron en el canal  VEVO de Fergie y se confirmó el título del álbum el 9 de junio de 2016. La canción M.I.L.F. $, producida por Polow Da Don, se lanzó como segundo sencillo tras L.A. Love (La La) el 1 de julio de 2016. Fergie se inspiró en su experiencia como madre para escribir la canción. El 11 de noviembre de 2016 se publicó el tercer sencillo titulado Life Goes On.
En un directo de la red social Facebook, Fergie anunció a sus seguidores que el álbum sería publicado a principios de 2017 aunque poco después se anunció su retraso para el primer trimestre de 2017. Sin embargo, en mayo de ese mismo año se da a conocer la separación de Fergie con el sello discográfico Interscope por mutuo acuerdo, llevándose su catálogo musical con ella. 
La cantante llegaría poco después a un acuerdo con BMG para lanzar su discográfica propia: Dutchess Music. En julio, una versión inacabada de todo el álbum se filtró en Internet por accidente. Ante la filtración, Fergie publicó el 5 de agosto en redes sociales un teaser misterioso con las palabras "Expuesto, pero no completamente". El álbum finalmente estuvo disponible como pedido anticipado a partir del 25 de agosto de 2017. El disco se lanzó oficialmente el 22 de septiembre.

## Título y portada
El título del álbum Double Dutchess, es una referencia al primer disco de Fergie, lanzado como The Dutchess. La cantante comenta que también se refiere a "la dualidad de mi personalidad, la oscuridad y la luz, la dureza y la suavidad, la chica con la máscara puesta con todos los adornos y esas cosas, y que tras quitarse esa máscara ver qué hay debajo de todo eso". El arte gráfico del álbum fue realizado por Mert and Marcus en Londres, con estilismo de Carine Roitfeld, a quien Fergie dedica la canción "Enchanté (Carine). La dirección artística del álbum fue llevada a cabo por Giovanni Bianco, que trabajó con Madonna en su 2012 The MDNA Tour. La portada de la edición exclusiva de venta en la cadena Target tiene un fondo rojo a diferencia de la ilustración estándar completamente en blanco y negro.

## Escritura y composición musical
El disco tiene influencias de Amy Winehouse, Jhené Aiko, Ed Sheeran, Robert Plant, Guns N 'Roses y otros artistas de rap. De estilo parecido a The Dutchess publicado en 2006, es un álbum principalmente de pop, que tiene un amplio espectro de influencias como hip-hop, R&B, jazz, reggae y referencias al rock de los años 1980. La cantante reconoce que tras un cambio de actitud tras el nacimiento de su hijo, el director creativo Giovanni Bianco la ayudó a retomar el trabajo como artista para acabar la producción del disco.
Las letras del álbum tocan una gran variedad de temas como su maternidad, la fuerza interior, las relaciones y su pasada adicción a la metanfetamina.Las sesiones de escritura fueron definidas por la cantante como de un proceso terapéutico.

### Sencillos
L.A. Love (La La) se lanzó como el primer sencillo el 29 de septiembre de 2014. Un remix de la canción con el rapero Compton YG se publicó un mes después y se incluyó en el álbum como la versión principal de la canción, que también es la usada en su video musical. Tras el lanzamiento alcanzó el puesto veintisiete en los Estados Unidos Billboard Hot 100. "M.I.L.F. $" se lanzó como el segundo single del álbum en julio de 2016, alcanzando el número treinta y cuatro en el Billboard Hot 100.Life Goes On se publicó en noviembre de ese mismo año llegando hasta el puesto treinta y nueve en la lista Mainstream Top 40 en los Estados Unidos. El cuarto sencillo del álbum You Already Know, con Nicki Minaj, se lanzó el 25 de agosto de 2017. El 24 de octubre de 2017 Fergie interpretó A Little Work en el programa de TV de CBS The Talk y anunciado como el quinto single en Estados Unidos. Sin embargo, Save It Til Morning fue el elegido como el quinto sencillo de estreno mundial.

### Sencillos promocionales
Hungry fue lanzado como sencillo promocional el 25 de agosto de 2017. La canción y su vídeo musical se usaron como teasers unos meses antes del lanzamiento oficial del álbum.

## Lista de canciones
| Standard edition |                                      |                                                                   |          |  |
| N.º              | Título                               | Producer(s)                                                       | Duración |  |
| 1.               | «Hungry» (con Rick Ross)             | Yonni JP Did This Donut Fergie Stevie Mackey Venus Brown          | 3:23     |  |
| 2.               | «Like It Ain't Nuttin'»              | will.i.am DJ Ammo Fergie V. Brown                                 | 3:45     |  |
| 3.               | «You Already Know» (con Nicki Minaj) | will.i.am Fergie V. Brown Aubrey "Big Juice" Delaine Joel Metzler | 6:28     |  |
| 4.               | «Just Like You»                      | Youngblood Mr. Franks Fergie V. Brown                             | 3:52     |  |
| 5.               | «A Little Work»                      | Cirkut Dr. Luke Fergie V. Brown                                   | 4:05     |  |
| 6.               | «Life Goes On»                       | Gad Harris Fergie                                                 | 4:26     |  |
| 7.               | «M.I.L.F. $»                         | Polow da Don Fergie Mackey Blanco "The Ear"                       | 2:42     |  |
| 8.               | «Save It Til Morning»                | Gad Fergie V. Brown                                               | 4:09     |  |
| 9.               | «Enchanté (Carine)» (con Axl Jack)   | Fixyn Riff Fergie Mackey V. Brown                                 | 4:27     |  |
| 10.              | «Tension»                            | Alesso Fergie V. Brown                                            | 3:23     |  |
| 11.              | «L.A. Love (La La)» (con YG)         | McFarlane Shonuff Fergie                                          | 3:31     |  |
| 12.              | «Love Is Blind»                      | Constable Fergie                                                  | 5:34     |  |
| 13.              | «Love Is Pain»                       | Gad                                                               | 7:09     |  |
| 56:54            |                                      |                                                                   |          |  |

| Japanese and Target exclusive edition (bonus tracks) |              |                   |          |  |
| N.º                                                  | Título       | Producer(s)       | Duración |  |
| 14.                                                  | «Diddy Zone» | Constable Garrett | 3:14     |  |
| 15.                                                  | «Kleopatra»  | Youngblood Kapit  | 4:02     |  |
| 64:10                                                |              |                   |          |  |

| iTunes Store Deluxe Visual Experience edition (bonus video) |                                            |          |  |
| N.º                                                         | Título                                     | Duración |  |
| 14.                                                         | «Double Dutchess Deluxe Visual Experience» | 62:51    |  |
| 118:49                                                      |                                            |          |  |

| Apple Music Deluxe Visual Experience edition (bonus videos) |                                    |                     |          |  |
| N.º                                                         | Título                             | Director(s)         | Duración |  |
| 14.                                                         | «Hungry» (con Rick Ross)           | Bruno Ilogti        | 3:21     |  |
| 15.                                                         | «Like It Ain't Nuttin'»            | Ben Mor             | 3:55     |  |
| 16.                                                         | «Just Like You»                    | Bruno Ilogti        | 4:40     |  |
| 17.                                                         | «A Little Work»                    | Jonas Åkerlund      | 11:34    |  |
| 18.                                                         | «Life Goes On»                     | Chris Marrs Piliero | 3:56     |  |
| 19.                                                         | «M.I.L.F. $»                       | Colin Tilley        | 3:38     |  |
| 20.                                                         | «Save It Til Morning»              | Alek Keshishian     | 4:12     |  |
| 21.                                                         | «Enchanté (Carine)» (con Axl Jack) | Bruno Ilogti        | 4:27     |  |
| 22.                                                         | «Tension»                          | Fatima Robinson     | 3:06     |  |
| 23.                                                         | «L.A. Love (La La)» (con YG)       | Rich Lee            | 5:04     |  |
| 24.                                                         | «Love Is Blind»                    | Chris Ullens        | 4:44     |  |
| 25.                                                         | «Love Is Pain»                     | Nina McNeely        | 5:03     |  |
| 114:40                                                      |                                    |                     |          |  |

### Samples
- «Hungry» contiene fragmentos de «Dawn of the Iconoclast», escrita por Lisa Gerrard y Brendan Perry e interpretada por Dead Can Dance.
- «Like It Ain't Nuttin» contiene extractos de «Top Billin'», escrita por Kirk Robinson y Roy Hammond e interpretada por Audio Two.
- «You Already Know» contiene extractos de «Think (About It)», escrita por James Brown e interpretada por Lyn Collins.
- «Love Is Blind» contiene una muestra de «Bam Bam», escrita e interpretada por Sister Nancy y coescrita con Winston Riley.

## Recepción crítica
Double Dutchess recibió valoraciones mixtas de los críticos profesionales. En Metacritic recibió una puntuación promedio de 53 sobre 100, según 4 análisis. Esta plataforma asigna una puntuación normalizada sobre 100 a las reseñas de las principales publicaciones, y el álbum recibió una puntuación media de 53, basada en cuatro reseñas. Allan Raible de ABC News afirmó en su reseña: «Ella es un cambio de forma con un nuevo álbum divertido», añadiendo: «Por sí sola, Fergie sigue siendo una artista versátil y emocionante, que consolida aún más su creciente influencia como artista. Este disco tendrá sus detractores, pero como mínimo es divertido». Alexa Camp, de Slant Magazine, afirmó en su crítica: «En cuanto a las letras, las canciones del álbum se basan en gran medida en tropos de hip-hop fanfarrones. M.I.L.F. $» es un tema de fiesta en el que Fergie se reparte versos rápidos sobre el tamaño de su cuenta bancaria y su supuesta capacidad para dirigir el club. Por el contrario, temas como «Just Like You» y «A Little Work» encuentran un término medio entre lo duro y lo suave, con ritmos pesados, ganchos pop melódicos y letras que pretenden empoderar más que alardear. Un puñado de canciones con sabor caribeño, como la canción trap-house- Enchanté (Carine) y la alegre Love Is Blind, elevan aún más a Double Dutchess, dando un toque fresco y moderno a lo que a menudo parece un juego viejo». En la reseña de The Guardian, Tara Joshi afirmó: «Double Dutchess es divertido y gloriosamente seguro de sí mismo, consolidando el lugar de Fergie en la realeza del pop».

## Rendimiento comercial
Double Dutchess no alcanzó el éxito comercial de su predecesor. En la primera semana, las ventas alcanzaron la posición número 19 en el Billboard 200 con 20.870 unidades (15.507 en ventas de álbumes puros) en los Estados Unidos. En su segunda semana el álbum cayó a la posición 131 con ventas de 3.572. En su tercera semana, el álbum salió del Top 200 con 1.697 discos vendidos. En la mayoría de los países, el álbum no logró posicionarse entre los primeros 20 puestos a nivel mundial. 

## Double Dutchess: Seeing Double
El contenido visual de las canciones del álbum se convirtieron en una película titulada Double Dutchess: Seeing Double, que se estrenó exclusivamente en un evento único el 20 de septiembre de 2017 en Estados Unidos. El evento incluyó una sesión especial de preguntas y respuestas con Fergie y una descarga digital exclusiva del álbum. En Canadá, la película se estrenó el 22 de septiembre de 2017.

## Posicionamiento en lista
| Listas (2017)                             | Posiciones |
| ----------------------------------------- | ---------- |
| Australia (ARIA)                          | 39         |
| Bélgica (Ultratop flamenca)               | 120        |
| Bélgica (Ultratop valona)                 | 94         |
| Canadá (Billboard Canadian Albums)        | 23         |
| República Checa (ČNS IFPI)                | 83         |
| Francia (SNEP)                            | 156        |
| Nueva Zelanda (Heatseekers Albums) (RMNZ) | 1          |
| España (PROMUSICAE)                       | 61         |
| Suiza (Schweizer Hitparade)               | 69         |
| Taiwán (Five Music)                       | 17         |
| Reino Unido (UK Albums Chart)             | 49         |
| Reino Unido (UK Independent Albums)       | 14         |
| Estados Unidos (Billboard 200)            | 19         |
| Estados Unidos (Independent Albums)       | 4          |

## Historial de lanzamientos
| Región         | Fecha                    | Edición                           | Formatos                      | Discográfica             | Ref.                 |
| -------------- | ------------------------ | --------------------------------- | ----------------------------- | ------------------------ | -------------------- |
| Varios         | 22 de septiembre de 2017 | Standard Deluxe Visual Experience | CD Descarga digital streaming | Dutchess Retrofuture BMG | [ 43 ] [ 67 ] [ 68 ] |
| Estados Unidos | 3 de noviembre de 2017   | Standard                          | LP                            | Dutchess Retrofuture BMG | [ 69 ]               |